# コウゾリナ属
コウゾリナ属（こうぞりなぞく、学名：Picris）はキク科の属。

## 特徴
越年草。茎は直立して枝分かれし、全体に剛毛がある。葉は互生し、縁には微凸歯がある。頭花は黄色で花柄は長い。総苞は筒鐘状で総苞片は2-3列。痩果の冠毛は羽毛状。
地中海沿岸地方を中心に約30種がある。日本にはコウゾリナ1種を産するが、変異の幅が広く、いくつかの亜種や変種に分かれる。

## 日本のコウゾリナ属
- コウゾリナ Picris hieracioides L. subsp. japonica (Thunb.) Krylov
  - ハマコウゾリナ Picris hieracioides L. subsp. japonica (Thunb.) Krylov f. maritima Sugim.
  - アカイシコウゾリナ Picris hieracioides L. subsp. japonica (Thunb.) Krylov var. akaishiensis Kitam.
  - ヒゴコウゾリナPicris hieracioides L. subsp. japonica (Thunb.) Krylov var. mayebarae (Kitam.) Ohwi.
  - ホソバコウゾリナPicris hieracioides L. subsp. japonica (Thunb.) Krylov var. jessoensis (Tatew.) Kitam.
- カンチコウゾリナ Picris hieracioides L. subsp. kamtschatica (Ledeb.) Hultén.